# Omenuke Mfulu
Omenuke Mfulu (* 20. März 1994 in Poissy) ist ein kongolesisch-französischer Fußballspieler, der bei Deportivo La Coruña in der spanischen Segunda División spielt.

## Karriere

### Verein
Als Sohn kongolesischer Eltern in Frankreich geboren, begann Mfulu seine fußballerische Ausbildung beim OSC Lille. 2012 rückte er in den Kader der zweiten Mannschaft auf. Ein Jahr später wechselte er zu Stade Reims, wo er zunächst ebenfalls in der B-Mannschaft eingesetzt wurde. Seinen ersten Einsatz im Profibereich in der Ligue 1 hatte er am 22. November 2014, als er beim 0:0 zwischen Reims und OGC Nizza in der 88. Spielminute eingewechselt wurde.
2017 wechselte Mfulu zu Red Star Paris in die drittklassige Championnat de France National. In seiner ersten Saison in der französischen Hauptstadt gelang ihm mit seinem Klub der Aufstieg in die Ligue 2, die Red Star nach nur einer Saison als Tabellenletzter wieder verlassen musste. Daraufhin schloss sich Mfulu dem spanischen Zweitligisten FC Elche an, mit dem er 2020 in die Primera División aufstieg. Am Ende der folgenden Saison gelang Elche knapp der Klassenerhalt. Dennoch wechselte Mfulu zurück in die Segunda División zur UD Las Palmas. 2023 stieg er auch mit diesem Klub in die Primera División auf.
Zur Saison 2024/25 wechselte Mfulu zu Deportivo La Coruña, wo er einen Vertrag mit einer Laufzeit von zwei Jahren unterschrieb.

### Nationalmannschaft
Mfulu, der zwischen 2012 und 2014 bereits sechs Spiele für die U-20-Mannschaft der DR Kongo bestritten hatte, debütierte am 9. Oktober 2020 in einem Freundschaftsspiel gegen Burkina Faso in der A-Nationalmannschaft der Demokratischen Republik Kongo. 
Anlässlich des Afrika Cups 2024 in der Elfenbeinküste wurde Mfulu von Nationaltrainer Sébastien Desabre in das Aufgebot der DR Kongo berufen.